# Couvent des Carmélites du faubourg Saint-Germain
Ne doit pas être confondu avec Couvent des Carmélites du faubourg Saint-Jacques.
Pour les articles homonymes, voir couvent des Carmélites.
Le couvent des Carmélites du faubourg Saint-Germain, dit carmel Sainte-Thérèse, est un couvent de Carmélites déchaussées à Paris situé de 1688 à 1792 rue de Grenelle. Transformés en caserne à la Révolution (la caserne de Grenelle), les bâtiments sont détruits en 1828 lors du lotissement du quartier.

## Localisation
Le couvent était situé au niveau des no 124 à 130 de la rue de Grenelle, non loin de l'abbaye de Panthemont et du couvent de Bellechasse, et les jardins s'étendaient jusqu'aux actuels 11 rue Casimir-Périer, 16 rue de Martignac et 19 rue de Bourgogne.

## Histoire
Fondé en 1664 par le Carmel de l'Incarnation de Paris, il est d'abord établi rue du Bouloi près du Louvre, avant de s'installer rue de Grenelle en 1688.
Le monastère de la rue de Grenelle était un riche monastère de 62 235 livres de revenus, ayant accueilli à plusieurs reprises des membres de la famille royale. En 1790, ses 42 moniales refusèrent de quitter les lieux, mais elles en furent chassées le 14 septembre 1792.
Les bâtiments et terrains devinrent propriété nationale et furent affectés au service du ministère de la guerre. On y établit à partir de 1800 la Garde consulaire, puis un dépôt de fourrages. Enfin les 3, 4 et 9 juin 1828, ils furent vendus avec ceux qui provenaient du couvent de Bellechasse. Sur leur emplacement, on a formé une partie de la rue de Martignac et de la rue Casimir-Périer, ainsi qu'une partie de la basilique Sainte-Clotilde.
Après la Révolution, une des religieuses, Camille de Soyécourt (1757-1849), réussit à racheter à partir de 1797 le Couvent des Carmes déchaussés de la rue de Vaugirard, dans lequel elle reconstitua le carmel Sainte-Thérèse. Ce Carmel est aujourd'hui installé à Créteil.